# 秋月文種
秋月 文種（あきづき ふみたね）は、戦国時代の武将。秋月氏15代当主。筑前国古処山城主。

## 生涯
永正9年（1512年）、筑前国の国人である秋月氏14代当主・秋月種時の嫡男として誕生。
享禄4年（1531年）、父・種時の死去に伴い家督を継承。この頃、大宰大弐や筑前など6か国の守護を兼任し中国地方随一の勢力を誇った大内義隆に従属した。大内氏と大友氏との和睦に功績があったとされており、天文10年（1541年）には義隆の推挙を受けて、室町幕府の幕臣にまで任じられている。また、文種の嫡子が第12代将軍・足利義晴から偏諱を受け、晴種と名乗った。
天文12年（1543年）、砥上神社（中津屋神社）（現・福岡県朝倉郡筑前町）にて、大内田勘解由重国（当社・初代宮司）が初めて祭祀を行った際には、文種は神殿の造営に関わり、筑紫氏とともに祭祀料として二町余の神領（筑紫氏は一町二反）を寄進したという。
天文20年（1551年）に大内義隆が家臣・陶晴賢の謀反により自害すると（大寧寺の変）、豊前国の大友義鎮（宗麟）に属した。ところが、弘治3年（1557年）、大内氏が滅んで中国地方で新たに台頭した毛利氏の勢力が北九州にまで及んでくると、文種は毛利元就の調略に応じて大友氏に反旗を翻した。
このため同年7月、大友義鎮は戸次鑑連（立花道雪）と臼杵鑑速に2万の兵を預けて、文種討伐を命じる。文種は、秋月氏宅所（杉本城）を捨て、嫡男の晴種がいた古処山城で徹底抗戦したが、衆寡敵せず、晴種と共に城中にて自刃した。しかし、残りの子供たちは家臣らに守られ、毛利氏の元に逃れるなどした。
文種・晴種父子の死により、秋月氏は一時滅亡し、ほとんどの所領を失うこととなった。残った所領は家臣の深江氏が死守している。